# Joventuts Socialistes Luxemburgueses
Les Joventuts Socialistes Luxemburgueses (en francès:Jeunesses Socialistes Luxembourgeoises JSL) és l'organització juvenil del Partit Socialista dels Treballadors a Luxemburg. L'organització és membre de la Unió Internacional de Joventuts Socialistes i Joventuts Socialistes Europees.